# Carson Üzleti Főiskola
A Washingtoni Állami Egyetem fennhatósága alatt álló Carson Üzleti Főiskola az intézmény pullmani campusán működik, azonban a vancouveri és a Tri-Cities telephelyekeen is folyik oktatás. Az 1963-ban alapított központ a WSU egyik legnagyobb főiskolája.
Az intézményt az Association to Advance Collegiate Schools of Business akkreditálta.

## Történet
A WSU már az intézmény megalapításakor is kínált üzleti kurzusokat. A Gazdaságtudományi és -történeti Tanszék 1917-ben jött létre a Művészettörténeti Főiskola részeként, majd 1926-tól már Üzleti Tanszék néven, öt fővel működött tovább; ekkortól már adminisztratív szakirányú képzéseket is indítottak.
1928-ban a tanszék oktatói létszáma 15 főre bővült és iskolai rangot kapott, azonban egy ideig még a Művészettörténeti Főiskolával közösen tartották fenn, mígnem 1940-ben független intézménnyé vált. 1948-ban a művészettörténeti iskola gazdasági tanszéke, valamint az Üzleti Iskola egybeolvadtak, és Dr. M. W. Lee segítségével létrejött a Gazdasági és Üzleti Iskola.
1963-tól a gazdasági oktatás főiskolai rangban folyt; az Üzleti és Gazdasági Főiskola első dékánja Dr. Eugene Clark volt. Az első üzleti képzések a vancouveri, spokane-i és Tri-Cities campusok 1989-es létrejöttével indultak el. A Gazdaságtudományi Iskola ma a mezőgazdasági főiskola része.
Az intézmény mai nevét az Igazgatótanács 2006-os döntésével vette fel.

## Oktatás

### Nemzetközi kapcsolatok

#### Partnerkapcsolat a svájzi César Ritz Főiskolákkal
A WSU-n vendéglátóipari, a César Ritzen pedig nemzetközi üzleti tanulmányokat lehet folytatni. A három éves program alatt a hallgatók mindkét végzettséget megszerezhetik, valamint kétszer hat hónap svájci gyakorlatot folytathatnak. A kapcsolat 1984-es fennállása óta a WSU-n közel ezer hallgató élt a lehetőséggel.

#### A Nemzetközi Üzleti Intézet külföldi programjai

##### Évközi lehetőségek
- Üzleti tanulmányok (César Ritz Főiskolák, Svájc)
- Üzleti tanulmányok (Délnyugati Pénzügyi és Gazdaságtudományi Egyetem, Kína)

##### Nyári lehetőségek
- Üzleti tanulmányok (CAPA Sydney, Ausztrália)
- Üzleti tanulmányok (Krétai Egyetem, Görögország)
- Üzleti tanulmányok (Koreai Egyetem, Dél-Korea)
- Üzleti tanulmányok (Chiang Mai Egyetem, Thaiföld)
- Üzleti tanulmányok (Valenciai Politechnikai Egyetem, Spanyolország)
- Üzleti tanulmányok (Nelson Mandela Afrikai Tudományos és Technológiai Intézet)
- Étel- és bor (Apicius Nemzetközi Vendéglátóipari Iskola, Olaszország)
- Vendéglátás (The Tropical Garden Resort, Thaiföld)

### Tanszékek
- Számviteli Tanszék
- Pénzügyi és Vezetéstudományi Tanszék
- Vendéglátóipari Vezetési Tanszék
- Menedzsment, Információs Rendszerek és Vállalkozás Tanszék
- Marketing és Nemzetközi Üzleti Tanszék

### Intézetek
- Hoops Adókutatási és -politikai Intézet
- Nemzetközi Üzleti Intézet
- Üzleti Viselkedéskutatási Központ
- Vállalkozástudományi Központ
- Svájci Nemzetközi Központ
- Kínai Nemzetközi Központ

## Fordítás
Ez a szócikk részben vagy egészben  a   Carson College of Business című angol Wikipédia-szócikk ezen változatának fordításán alapul.  Az eredeti cikk szerkesztőit annak laptörténete sorolja fel. Ez a jelzés csupán a megfogalmazás eredetét és a szerzői jogokat jelzi, nem szolgál a cikkben szereplő információk forrásmegjelöléseként.